# North Para River
Pour les articles homonymes, voir Para River et Para.

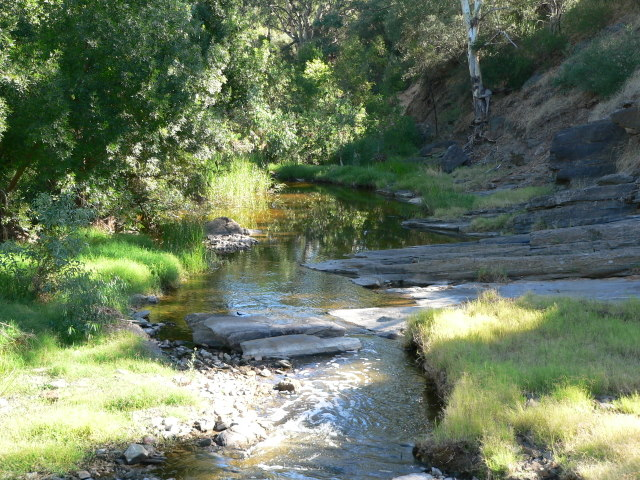
La North Para River à.

La North Para River est un cours d'eau d'Australie-Méridionale. Long de 75 km, il nait à 573 m d'altitude dans la chaine Barossa, près d'Eden Valley ; il coule vers le sud-ouest dans la vallée de la Barossa, en passant par les villes de Nuriootpa et Tanunda, avant de fusionner avec la South Para à Gawler pour former la rivière Gawler.
Le bassin versant de la North Para River (710 km²) est l'un des principaux bassins versants du nord de la chaîne du Mont-Lofty. La rivière joue un rôle très important dans l'économie de l'Australie-Méridionale, fournissant une bonne partie de l'eau utilisée par la viticulture dans la vallée de la Barossa. Ses eaux sont également utilisées pour l'élevage, les cultures céréalières et les loisirs.